# Пам’ятник Симону Петлюрі (Тернопіль)
Пам'ятник Симону Петлюрі пам'ятник Симону Петлюрі, який розташований в Тернополі.

## Відкриття
На День Незалежності України 24 серпня 2018 року урочисто відкрили пам'ятник Симону Петлюрі. Пам'ятник встановили на масиві «Сонячний» в однойменному сквері Симона Петлюри, де у 2017 році під час реконструкції бульвару було влаштовано дитячий та спортивний майданчики, пішохідні доріжки, а також оновлено вуличне освітлення.

## Про Симона Петлюру
Симон Петлюра син Василя Петлюри (10 [22] травня 1879, Полтава, Російська імперія — 25 травня 1926, Париж, Франція) — український державний, військовий та політичний діяч, публіцист, літературний і театральний критик. Організатор українських збройних сил. Член Генерального секретаріату Української Центральної Ради на посаді Генерального секретаря з військових справ (28 червня — 31 грудня 1917). Головний отаман військ Української Народної Республіки (УНР) (з листопада 1918). Голова Директорії УНР (9 травня 1919 — 10 листопада 1920). Борець за незалежність України у ХХ сторіччі. Дядько по матері патріарха Мстислава (Скрипника).

## Автори
Зазначається, що автором проекту став місцевий архітектор Данило Чепіль.
«Постамент ми старалися зробити витонченим. У обличчі Симона Петлюри ми передали усю героїку нашого народу», — заявив він. Ініціаторами  встановлення пам'ятного знаку були мешканці бульвару.